# Пен Ліюань
Пен Ліюань (англ. Peng Liyuan; кит.: 彭丽媛; нар. 20 листопада 1962) — популярна китайська виконавиця народних пісень, дружина голови КНР Сі Цзіньпіна, постійна учасниця новорічних гала-концертів на CCTV, перша леді Китаю з 2013 року. Отримала безліч нагород у пісенних конкурсах по всій країні. Серед найбільш відомих пісень, виконуваних нею, «Люди з нашого села» (父老乡亲), «Еверест» (珠穆朗玛), «На рівнинах надії» (在希望的田野上). Пен Ліюань перебуває на службі в НВАК і в даний час має чин генерал-майора. Одна з перших співачок в Китаї, які отримали ступінь магістра за спеціальністю «традиційна музика», після того, як в 1980-і роки в вузах Китаю була введена система магістратури.

## Скандал в 2013 році
В кінці березня 2013 року, незадовго після того Сі Цзіньпін став головою КНР, Пен Ліюань опинилася в центрі скандалу. Невідомий блогери виклав в інтернет фотографію молодої Пен Ліюань, яка співає для солдатів на пекінській площі Тяньаньмень незабаром після трагічних подій 4 червня 1989 року. Ще більше обурення світової громадськості викликав той факт, що ретрознімок швидко зник із мережі, ймовірно, під натиском цензури.

## Посланець ЮНЕСКО з питань підтримки освіти дівчаток і жінок
27 березня 2014 року Пен Ліюань була призначена Спеціальним посланником ЮНЕСКО з питань підтримки освіти дівчаток і жінок. Пен Ліюань удостоєна цього звання на знак визнання «її прихильності розширенню прав і можливостей дівчаток і жінок шляхом якісної освіти, видатного внеску в боротьбу з нерівністю в освіті, відданому служінню людському розвитку і творчості, а також відданості ідеалам і цілям Організації».